# Jo Lokerman
Josephus (Jo) Stephanus  Hendricus Lokerman (Rotterdam, 4 maart 1901 - Neuengamme, 11 februari 1945) was een Nederlandse verzetsstrijder.

## Levensloop
Lokerman volgde een opleiding tot machinist bij de Nederlandse Spoorwegen. Waarschijnlijk kwam hij daardoor met zijn gezin in Maastricht wonen. Lokerman was van gereformeerde afkomst, maar zat namens de socialistische SDAP in de Maastrichtse gemeenteraad.
Vrijwel direct naar de Duitse bezetting in mei 1940 pleegde Lokerman zijn eerste verzetsdaad. Veel krijgsgevangenen van Nederlandse, Belgische en Franse huize werden via Maastricht naar krijgsgevangenkampen in Duitsland getransporteerd. Hij begon een opstootje op de markt. In de verwarring wisten enkele Belgische soldaten te ontsnappen. In de eerste periode van de oorlog was Lokerman de verbindingsman tussen de SDAP en de Bond van Spoor- en Tramwegpersoneel. Hij hielp personen van linkse snit en Joden bij het vinden van een onderduikplek. Hij was betrokken bij Groep Vrij, vernoemd naar de leider van de groep (maar wellicht ook met een dubbele betekenis). Verder hield hij zich bezig met de verspreiding van illegale bladen, zoals Vrij Nederland en later Het Parool.
Zijn werk als machinist stelde Lokerman in staat om Engelandvaarders en Joodse vluchtelingen mee te nemen richting België, waar Belgische collega's hen vervolgens verder hielpen. In november 1943 werd hij benoemd tot districtshoofd Maastricht van de Landelijke Organisatie voor Hulp aan Onderduikers (LO). De machinist werkte onder de schuilnamen Thijs en Leenders. In Maastricht waren verschillende verzetsgroepen actief, meestal samengesteld op basis van religieuze of politieke kleur. Zij werkten deels langs elkaar heen. Lokerman spande zich in om de verschillende groepen beter te laten samenwerken. Ook ontbrak het Maastricht aan een plaatselijke Knokploeg. Lokerman was in het voorjaar van 1944 nog bezig met het opzetten van een KP.
In diezelfde tijd was Jules Janssen, een belangrijke verzetsman, gevangen genomen. Het verzet had contacten met Aldegonda Zeguers-Boere. Zij had een relatie met Max Strobel, hoofd van de Sicherheitspolizei in Maastricht. Lokerman had 9 mei 1944 een ontmoeting met haar in haar woning aan het Sint Servaasklooster, waarbij hij te horen kreeg dat het losgeld twaalfduizend gulden moest zijn. Toen Lokerman op het punt stond te vertrekken werd hij opgepakt door Strobel en diens rechterhand Richard Nitsch. Na de arrestatie van Lokerman arresteerde de Sicherheitsdienst veertig verzetsmensen en betrokkenen uit dienst netwerk. Deze was de SD op het spoor gekomen in aanloop naar Lokermans arrestatie.
Lokerman zat in eerste instantie in Kamp Vught. Vervolgens werd hij op transport gezet richting Neuengamme, waar hij op 11 februari 1945 overleed. Hij kreeg van de Nederlandse regering postuum het Verzetsherdenkingskruis en van de Amerikaanse regering de Medal of Freedom. In de fractiekamer van de Partij van de Arbeid in Maastricht hangt een herinneringsplaat, het Lokermanmonument. Zijn naam wordt vermeld op een van de klokken bij het provinciaal verzetsmonument op de Cauberg bij Valkenburg.